# Ruisseau de la Tournerie
Le ruisseau de la  Tournerie est un ruisseau français du département de la Corrèze, affluent de rive gauche du Roseix et sous-affluent de la Vézère par la Loyre.

## Géographie
Le ruisseau de la  Tournerie prend sa source vers 390 mètres d'altitude sur la commune de Juillac, à environ quatre kilomètres et demi au nord-ouest du bourg, près du lieu-dit les Graves blanches.
Il reçoit ensuite son principal affluent, la Tourmente en rive gauche. Il se sépare en deux bras sur plus d'un kilomètre, le plus occidental servant de limite aux communes de Rosiers-de-Juillac et de Saint-Bonnet-la-Rivière. Les deux bras se rejoignent, 200 mètres avant sa confluence avec le Roseix, qui s'effectue vers 135 mètres d'altitude, sur la commune de Saint-Bonnet-la-Rivière, en limite de celle d'Ayen, au nord-est du lieu-dit Soulet. 
Sa longueur est de 9,5 km.

### Affluents
Parmi les cinq affluents du ruisseau  de la Tournerie répertoriés par le Sandre, le plus long avec 7 km est la Tourmente en rive gauche.

### Département, canton et communes traversés
À l'intérieur du département de la Corrèze, le ruisseau de la Tournerie arrose quatre communes, rattachées au canton de Juillac :
- Juillac (source)
- Chabrignac
- Rosiers-de-Juillac
- Saint-Bonnet-la-Rivière (confluence avec le Roseix)